# Kartal Zsuzsa
Kartal Zsuzsa (eredeti nevén Hajnal Zsuzsa, Budapest, 1947. február 5. – Budapest, 2011. május 11.) magyar költő, kritikus, műfordító. Nagynénje Hajnal Anna, édesapja Hajnal Gábor volt.

## Élete
Hajnal Gábor és Kartal Ilona gyermekeként született Budapesten. 1966–71 között az ELTE BTK magyar–latin szakos hallgatója volt, majd elvégezte a MÚOSZ Újságíró Iskolát (1974).
1971-től öt éven át a Magyar Nemzet gyakornoka, majd munkatársa. 1974-től jelentek meg versei. 1976–79 között az Új Tükörben irodalmi, színi-, film-, zene- és képzőművészeti kritikákat közölt. 1979–80 folyamán a Szabadidő Magazinnál dolgozott, majd 1983-ig az Egyetemi Könyvtár munkatársa volt. 1984-től öt évig az Ádám, az Expressz hirdetési újság, a Téka Könyvkiadó munkatársa. 1990–94 között a XIII. kerületi önkormányzat SZDSZ-es képviselője.

## Művei
- Így döntöttem (vers, 1976)
- Körözés (1980)
- Tulipán és orgonaszó (1986)
- Századvégi versek (kiadatlan)
- Vesztesek történelemkönyve (tárcák, 2000)

## Műfordításai
- Vergilius: Aeneis (1987)
- Ovidius: Levelek Pontusból (1991)

## Díjai, kitüntetései
- A Lapkiadó Vállalat Nívódíja (1980)
- Soros-ösztöndíj (1990)